# Mesamphiagrion tepuianum
Mesamphiagrion tepuianum – gatunek ważki z rodziny łątkowatych (Coenagrionidae).